# (159234) 2005 XK91
(159234) 2005 XK91 es un asteroide perteneciente al cinturón de asteroides, región del sistema solar que se encuentra entre las órbitas de Marte y Júpiter.
Fue descubierto el 10 de diciembre de 2005 por el equipo del proyecto Spacewatch desde el observatorio Nacional de Kitt Peak.

## Designación y nombre
Designado provisionalmente como 2005 XK91.

## Características orbitales
2005 XK9 está situado a una distancia media del Sol de 2,537 ua, pudiendo alejarse hasta 2,634 ua y acercarse hasta 2,441 ua. Su excentricidad es 0,038 y la inclinación orbital 12,586 grados. Emplea 1476,16 días en completar una órbita alrededor del Sol.

## Características físicas
La magnitud absoluta de 2005 XK9 es 16,34.